# Ctenophthalmus eumeces
Ctenophthalmus eumeces är en loppart som beskrevs av Jordan et Rothschild 1913. Ctenophthalmus eumeces ingår i släktet Ctenophthalmus och familjen mullvadsloppor. Inga underarter finns listade i Catalogue of Life.